# Mil Mi-54
Der Mil Mi-54 ist ein Projekt für ein mittelschwerer russischer Hubschrauber des  Konstruktionsbüros Mil.

## Geschichte
Der Mil Mi-54 war ein geplanter Zivilhubschrauber mit zwei Turbinen, der erstmals 1992 angekündigt wurde und die Hubschrauber Mil Mi-2 und Mil Mi-8 ersetzen sollte. Es war geplant, zwei 574 kW starke Saturn/Lyulka AL-32-Turbowellenmotoren, vierblättrige Haupt- und Heckrotoren sowie ein festes Dreiradfahrwerk mit einem Bugrad und zwei Hinterrädern zu verwenden. Optional wurde auch Pratt & Whitney Canada als möglicher Partner genannt. Der Helikopter sollte in großem Maße aus Fiberglas, Titan und Elastomeren gebaut werden anstelle des üblichen Aluminiums. Die ganze Entwicklung wurde von Mil selbst ohne staatliche Hilfe finanziert, jedoch hat sich aufgrund mangelndem Marktinteresse bisher keine Entwicklung zu einem flugfähigen Helikopter abgezeichnet.

## Technische Daten
- Besatzung: 1–2
- Kapazität: 10–12 Passagiere
- Länge: 13,113 m (43 Fuß 0 Zoll)
- Höhe: 4,8 m (15 Fuß 9 Zoll)
- Leergewicht: 3.000 kg (6.614 lb)
- Bruttogewicht: 4.500 kg (9.921 lb)
- Maximales Startgewicht: 4.700 kg (10.362 lb)
- Triebwerk: 2 × Saturn/Lyulka AL-32 Turbowellenmotoren, jeweils 575 kW (771 PS).
- Hauptrotordurchmesser: 13,5 m (44 Fuß 3 Zoll)
- Hauptrotorfläche: 143,16 m² (1.541,0 sq ft)
- Höchstgeschwindigkeit: 280 km/h (170 mph, 150 kn)
- Reisegeschwindigkeit: 260 km/h (160 mph, 140 kn)
- Dienstgipfelhöhe: 6.000 m (20.000 ft)